# NGC 792
NGC 792 ist eine linsenförmige Galaxie vom Hubble-Typ S0 im Sternbild Widder nördlich der Ekliptik. Sie ist schätzungsweise 211 Millionen Lichtjahre von der Milchstraße entfernt und hat einen Durchmesser von etwa 105.000 Lj.

Im selben Himmelsareal befinden sich u. a. die Galaxien NGC 786, NGC 803, IC 192, IC 1774. 
Entdeckt wurde das Objekt am 7. September 1828 von dem britischen Astronomen John Frederick William Herschel entdeckt.